# Socket 423
Socket 423 (PGA423) je patice vytvořená jako následovník dlouho používané patice Socket 370.
Byl určen pro první procesory Intel Pentium 4 (jádro Willamette), pracovní frekvence jádra 1,3–2 GHz a frekvence FSB 100 MHz (400 MHz QDR, Quad Data Rate). Číslo v názvu socketu udává počet pinů patice, která poskytovala napětí 1–1,85 V. Bylo použito balení OOI a protokol přenosu AGTL+.
Socket 423 byl brzy (za necelý rok) nahrazen Socketem 478, který dokázal nejen napájet procesory s velkým příkonem, ale hlavně využíval levnější paměťové moduly SDRAM/DDRAM namísto dražších RDRAM (s označením RIMM vyvinuté firmou Rambus a Intel), které vyžadoval Socket 423.